# Seeflußgraben
Der Seeflußgraben ist ein etwa 5 Kilometer langer, rechter Nebenfluss der Schwarzach in Düllstadt im unterfränkischen Landkreis Kitzingen. 

## Geographie

### Verlauf
Der Seeflußgraben entspringt im Südwesten der Gemarkung des Volkacher Gemeindeteils Eichfeld auf einer Höhe von ungefähr 249 m ü. NHN. Er fließt in Richtung Süden und erreicht nach etwa 1,1 Kilometer die Grenze zwischen dem Gebiet der Stadt Volkach und der Flächeneinheit des Marktes Wiesentheid. Der Bach durchfließt den Standortübungsplatz Volkach-Reupelsdorf in der Gemarkung von Wiesentheid-Reupelsdorf, der zur Mainfranken-Kaserne gehört. Er wendet sich nach Südwesten und speist einige unbenannte Fischteiche.
Nach der Unterquerung der Kreisstraße KT 10 erreicht der Bach das Staatswaldrevier Reupelsdorf, das heute als Landschaftsschutzgebiet unter Schutz gestellt ist. Er bildet die Grenze zwischen den Waldabteilungen Oberer und Unterer Forst, wobei um den Bach ein breiter unbewaldeter Streifen entstand. Der Seeflußgraben fließt in einem langgestreckten Bogen weiter in Richtung Westen. Am südwestlichen Ausgang des Staatswaldes speist er einen weiteren unbenannten See.
Hier erreicht der Bach dann das Gemeindegebiet von Schwarzach am Main und durchfließt die Gemarkung von Düllstadt. Beim Bach entstand die ursprünglich nach Reupelsdorf gemeindete Wasenmeisterei, die heute Teil von Schwarzach am Main ist. Um den Hof wurden weitere künstliche Seen angelegt. Der Seeflußgraben wendet sich daraufhin wieder nach Süden und erreicht die Schwarzach im nördlichen Teil der Gemarkung Düllstadt auf einer Höhe von 193 m ü. NHN kurz vor deren Zusammenfluss mit dem Castellbach. 
Sein etwa 5,3 km langer Lauf endet ungefähr 56 Höhenmeter unterhalb seiner Quelle, er hat somit ein mittleres Sohlgefälle von etwa 11 ‰.

### Einzugsgebiet
Das Einzugsgebiet des Seeflußgrabens liegt im Dimbacher Flugsandgebiet als Teil des Steigerwaldvorlandes im Oberlauf und innerhalb der Schwarzacher Talweitung als Teil des Mittleres Maintal im Unterlauf. Er entwässert über die Schwarzach, den Main und den Rhein zur Nordsee. Der Bach wird in seinem Ober- und Unterlauf von landwirtschaftlichen Flächen gesäumt. Im Mittellauf durchfließt er ein ausgedehntes Waldgebiet.
Es grenzt
- im Norden an das Einzugsgebiet des Heiligenbachs;
- im Westen an das des Schwarzachzuflusses Marbach;
- im Südosten, Süden und Südwesten an das der Schwarzach selbst und
- im Westen und Nordwesten an das des Etterswasengrabens.

## Schutzgebiete
Große Teile der Ufer des Seeflußgrabens werden von den unteren Naturschutzbehörden als schützenswert eingestuft. Der Mittellauf verläuft durch das Landschaftsschutzgebiet Schutz von Landschaftsteilen in der Gemeinde Reupelsdorf, Landkreis Gerolzhofen – Staatswaldrevier Reupelsdorf. Obwohl das Areal vor allem dem Schutz der Waldameisen gewidmet ist, bildet der Bach dennoch ein wichtiges Element innerhalb des Schutzgebietes. 
Der Oberlauf wird dagegen als Teil des Schutzgebietsmosaiks Südliches Steigerwaldvorland geschützt. Hier sind es vor allem Zugvogelarten, die besonderen Schutz erhalten sollen. Entlang des Baches wurden außerdem mehrere Biotope ausgewiesen. Es handelt sich zum einen um das Biotop Feuchte Wiesenabschnitte auf einer größeren Waldwiese im Reupelsdorfer Forst, das aus flussnahen Sümpfen besteht. Zum anderen stellte man einen naturnahen Waldteich und Landröhricht am Seeflussgraben unter Schutz. Beide Biotope finden sich inmitten des Staatswaldreviers.